# Сан-Мартино-ди-Венецце
Сан-Мартино-ди-Венецце (итал. San Martino di Venezze) — коммуна в Италии, располагается в провинции Ровиго области Венеция.
Население составляет 3873 человека, плотность населения составляет 125 чел./км². Занимает площадь 31 км². Почтовый индекс — 45030. Телефонный код — 0425.
Покровителем коммуны почитается святитель Мартин Турский, празднование 11 ноября.